# 南海6000系電車
南海6000系電車（なんかい6000けいでんしゃ）とは、南海電気鉄道の高野線で運用されている一般車両（通勤形電車）の一系列である。1962年（昭和37年）に登場し、同年12月25日に営業運転を開始した。
本記事では、なんば方先頭車の車両番号（車号）+F（Formation=編成の略）を編成名として表記する。
また、2020年（令和2年）に大井川鐵道に譲渡された大井川鐵道6000系電車についても記述する。

## 概要
南海の4扉通勤車としては初の高性能車である。高野線では「大運転」と称する平坦区間と山岳区間の直通運転に対応した15 m・2扉車体の561形・1251形、17 m・2扉車体の21001系・21201系が使用されていたが、1960年代から平坦区間では沿線の住宅開発が進み通勤客が急増し、これらの車両では輸送力不足となっていた。このため高野線の平坦区間である難波駅 - 三日市町駅間に南海本線と同様の山岳区間に対応しない20 m・4扉車体の通勤形電車を投入し、輸送力を向上させることになった。
本系列登場時、南海電鉄の架線電圧は600 Vであり、本系列は600 V対応の電装品を搭載して製作されたが、1,500 Vへの昇圧が決定した1965年（昭和40年）以降の新製車は600 Vと1,500 Vの双方に対応する複電圧車となり、さらに1966年（昭和41年）以降の新製車は輸送需要も高まりつつある時期とも重なり4両編成とされた（この時の編成はMc + Tc + T + Mc）。また初期車も4両編成化されており、このために登場当初は先頭車だった車両を中間に組み込んだ編成が存在する。初期車は1972年（昭和47年）に複電圧仕様に改造され、1973年（昭和48年）10月の昇圧を迎えている。

## 車両概説

### 車体
東急車輛製造がアメリカ・バッド社のライセンス供与を受け、日本で初めて開発したオールステンレス車体を採用した。東急車輛製のオールステンレス車としては同じ1962年（昭和37年）に、その嚆矢となる東京急行電鉄（現：東急）7000系電車、続いて京王帝都電鉄（現：京王電鉄）3000系が登場しているが、この2系列は18 m級3扉車であったのに対し、同年12月に登場した本系列は初めての20 m級車体となった。側扉は片開き式で、2024年（令和6年）9月現在、南海の特急専用車両以外の現行車両では唯一の存在である。南海本線で運用されていた7000系は、本系列の普通鋼製車体バージョンである。ステンレス車体は事故などで損傷した際の修繕が難しかったため、6000系以後も踏切の比較的少ない高野線はステンレス車、南海本線は鋼製車というパターンが9000系の投入まで続くこととなった。

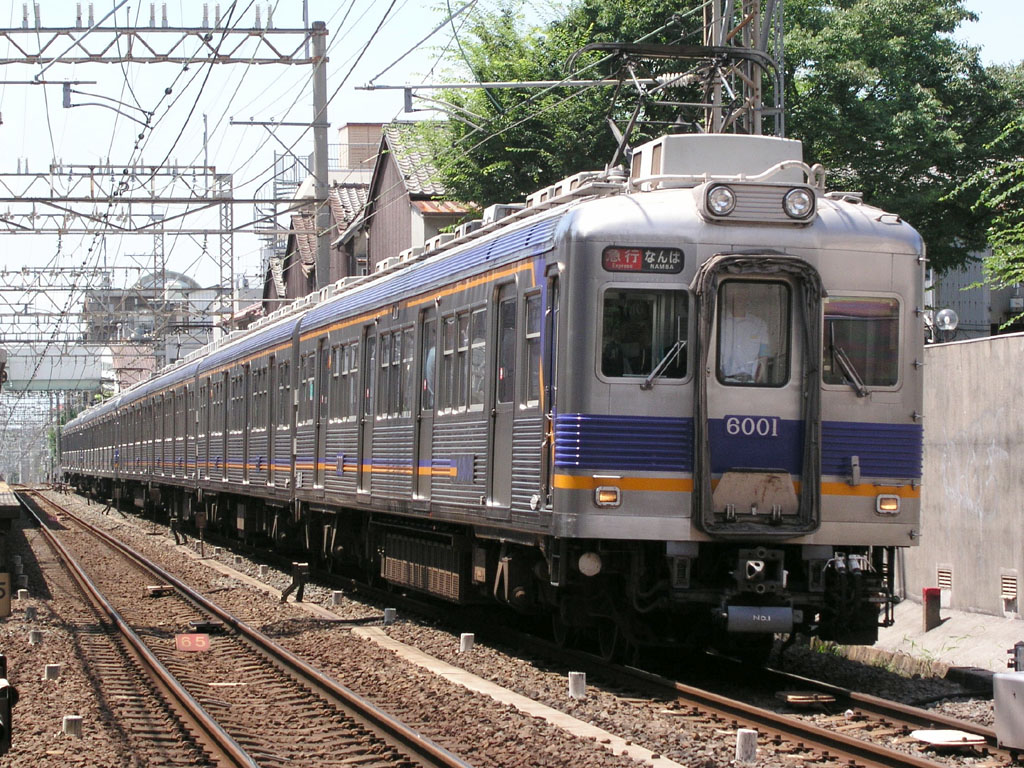
貫通扉窓が大型の6000系初期車[注 3]6001F （帝塚山駅 - 岸里玉出駅間）
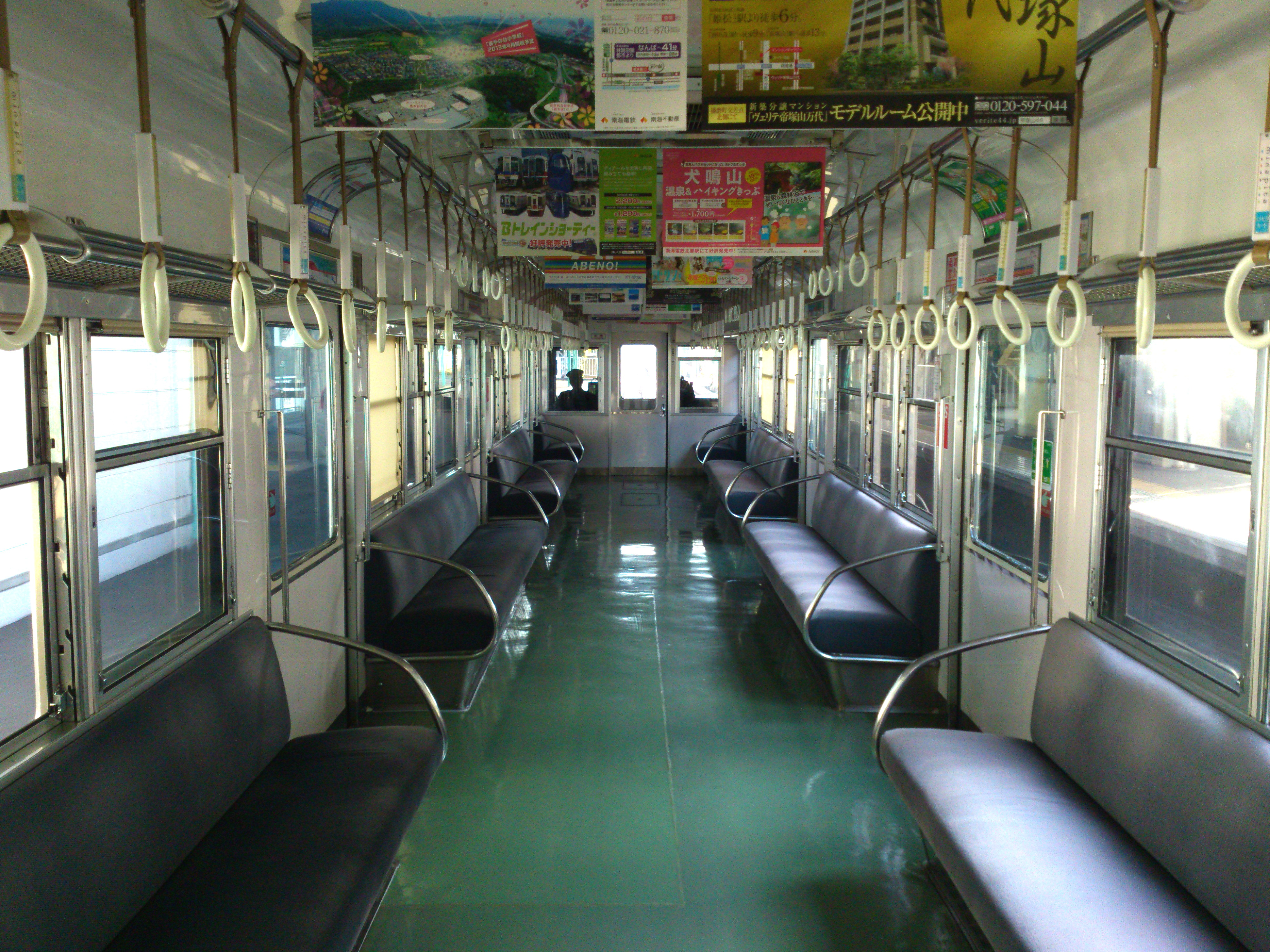
車内

### 機器類
起動加速度はM・T同数編成で2.5 km/h/s、2M1T編成で3.4 km/h/sである。主電動機は三菱電機製MB-3072-A（後・B）で、出力は600 V時115 kW / 1,600 rpm、1,500 V時145 kW / 2,000 rpm、1962年（昭和37年）当時の狭軌電車用電動機としては最強クラスのモーターである。1,500 V時の定格速度は60 km/hで、通勤車としては高い上に弱界磁制御を30 %まで行う。駆動装置はWNドライブ。ブレーキ方式は発電ブレーキ併用電磁直通空気ブレーキ (HSC-D) 、台車は米バッド社の技術の下、製造元の東急車輛製造が改良し軽量化を図った軸箱梁式のパイオニアIII（東急車輛製造製TS-702、付随台車はTS-702[T]）型で、軸箱外側に露出したディスクブレーキのローターが特徴である。制御方式は抵抗制御だが、日立製作所製超多段（バーニア）制御器（形式：VMC-HTB-20AN）を採用し、スムーズな加速を実現している。

## 製造
登場当初は難波方からモハ6001形（Mc、制御電動車）+ サハ6801形（T、付随車）+ モハ6001形（Mc）の3両編成であった。
| ← 難波三日市町 → | ← 難波三日市町 →   | ← 難波三日市町 → | ← 難波三日市町 →   | ← 難波三日市町 → | ← 難波三日市町 → |
| ---------------- | ------------------ | ---------------- | ------------------ | ---------------- | ---------------- |
| 形式             | ◇ モハ 6001 （Mc） | サハ 6801 （T）  | ◇ モハ 6001 （Mc） | 竣工             | 次車区分         |
| 車両番号         | 6001               | 6801             | 6002               | 1962/12/01       | 1次車            |
| 車両番号         | 6003               | 6802             | 6004               | 1963/08/21       | 2次車            |
| 車両番号         | 6005               | 6803             | 6006               | 1963/09/03       | 2次車            |
| 車両番号         | 6007               | 6804             | 6008               | 1963/09/03       | 2次車            |

3次車は同じ3両編成でもモハ6001形（Mc）+ モハ6001形（Mc）+ クハ6901形（Tc、制御車）の構成に変更されている。
| ← 難波三日市町 → | ← 難波三日市町 →   | ← 難波三日市町 →   | ← 難波三日市町 → | ← 難波三日市町 → | ← 難波三日市町 → |
| ---------------- | ------------------ | ------------------ | ---------------- | ---------------- | ---------------- |
| 形式             | ◇ モハ 6001 （Mc） | ◇ モハ 6001 （Mc） | クハ 6901 （Tc） | 竣工             | 次車区分         |
| 車両番号         | 6009               | 6010 （I）         | 6901             | 1964/12/14       | 3次車            |

4次車は3両編成の構成が再度変更され、モハ6001形（Mc）+ クハ6901形（Tc）+ モハ6001形（Mc）で編成。3次車についてもこの編成に変更することに伴い、下り方に運転台をもつ6010が改めて製造され、3次車として製造された同車番の6010は6011へと改番された。
| ← 難波三日市町 → | ← 難波三日市町 →   | ← 難波三日市町 → | ← 難波三日市町 →   | ← 難波三日市町 → | ← 難波三日市町 → |
| ---------------- | ------------------ | ---------------- | ------------------ | ---------------- | ---------------- |
| 形式             | ◇ モハ 6001 （Mc） | クハ 6901 （Tc） | ◇ モハ 6001 （Mc） | 竣工             | 次車区分         |
| 車両番号         |                    |                  | 6010 （II）        | 1966/03/04       | 4次車            |
| 車両番号         | 6902               |                  |                    | 1966/03/04       | 4次車            |
| 車両番号         |                    | 6012             |                    | 1966/03/04       | 4次車            |
| 車両番号         | 6013               | 6903             | 6014               | 1966/03/04       | 4次車            |

1966年（昭和41年）10月以降の新製車はMc - Tc + T + Mcの4両編成に変更されている。
| ← 難波三日市町 → | ← 難波三日市町 →   | ← 難波三日市町 → | ← 難波三日市町 → | ← 難波三日市町 →   | ← 難波三日市町 → | ← 難波三日市町 → |
| ---------------- | ------------------ | ---------------- | ---------------- | ------------------ | ---------------- | ---------------- |
| 形式             | ◇ モハ 6001 （Mc） | クハ 6901 （Tc） | サハ 6801 （T）  | ◇ モハ 6001 （Mc） | 竣工             | 次車区分         |
| 車両番号         |                    |                  | 6805             |                    | 1966/08/31       | 5次車            |
| 車両番号         |                    | 6806             |                  |                    | 1966/08/31       | 5次車            |
| 車両番号         |                    | 6807             |                  |                    | 1966/08/31       | 5次車            |
| 車両番号         | 6015               | 6904             | 6808             | 6016               | 1966/10/14       | 5次車            |
| 車両番号         | 6017               | 6905             | 6809             | 6018               | 1966/10/14       | 5次車            |
| 車両番号         | 6019               |                  | 6810             | 6020               | 1967/09/20       | 6次車            |
| 車両番号         | 6021               |                  | 6811             | 6022               | 1967/09/20       | 6次車            |
| 車両番号         | 6023               | 6906             | 6812             | 6024               | 1967/10/18       | 6次車            |
| 車両番号         | 6025               | 6907             | 6813             | 6026               | 1967/10/18       | 6次車            |
| 車両番号         | 6027               | 6908             | 6814             | 6028               | 1968/03/18       | 7次車            |
| 車両番号         | 6029               | 6912             | 6815             | 6030               | 1968/09/09       | 7次車            |
| 車両番号         |                    | 6909             |                  |                    | 1968/09/14       | 7次車            |
| 車両番号         | 6910               |                  |                  |                    | 1968/09/14       | 7次車            |
| 車両番号         | 6911               |                  |                  |                    | 1968/09/14       | 7次車            |
| 車両番号         | 6031               | 6913             | 6816             | 6032               | 1968/11/01       | 7次車            |
| 車両番号         | 6033               | 6914             | 6817             | 6034               | 1968/11/01       | 7次車            |
| 車両番号         | 6035               | 6915             | 6818             | 6036               | 1968/11/05       | 7次車            |
| 車両番号         |                    |                  | 6819             |                    | 1969/07/23       | 7次車            |
| 車両番号         |                    | 6820             |                  |                    | 1969/07/23       | 7次車            |
| 車両番号         |                    | 6821             |                  |                    | 1969/07/23       | 7次車            |

## 改造工事

### クハ6901形奇数番号車の方向転換
1969年（昭和44年）に6000系の製造が終了したが、この時点での6000系は Mc + T + T + Mcの編成が3本、Mc + Tc + T + Mc の編成が15本であった。1971年（昭和46年）に高野線で6両運転を開始するにあたり、後者の編成の形では6両を組む際に効率が悪くなることからこの編成を前者の形の4両編成と2両編成に組み替えることにした。これに合わせて、増結編成を確保するためクハ6901形の奇数番号車を1970年（昭和45年）から1973年（昭和48年）にかけて国鉄の竜華操車場に依頼して方向転換を行った。製造当初はすべて下り方に運転台があったクハ6901形だが、この方向転換により奇数番号車は上り方、偶数番号車は下り方に運転台がある形となった。これにより、6000系は Mc + T + T + Mc の編成が10本、Mc + T + Tc + Mc の編成が1本、Mc + Tc と Tc + Mc の編成が各7本ずつに再編された。
なお、組成変更前は以下の構成であった。
| ← 難波三日市町 → | ← 難波三日市町 →   | ← 難波三日市町 → | ← 難波三日市町 → | ← 難波三日市町 →   |
| ---------------- | ------------------ | ---------------- | ---------------- | ------------------ |
| 形式             | ◇ モハ 6001 （Mc） | サハ 6801 （T）  | サハ 6801 （T）  | ◇ モハ 6001 （Mc） |
| 車両番号         | 6001               | 6801             | 6819             | 6002               |
| 車両番号         | 6003               | 6802             | 6820             | 6004               |
| 車両番号         | 6005               | 6803             | 6821             | 6006               |

| ← 難波三日市町 → | ← 難波三日市町 →   | ← 難波三日市町 → | ← 難波三日市町 → | ← 難波三日市町 →   |
| ---------------- | ------------------ | ---------------- | ---------------- | ------------------ |
| 形式             | ◇ モハ 6001 （Mc） | クハ 6901 （Tc） | サハ 6801 （T）  | ◇ モハ 6001 （Mc） |
| 車両番号         | 6007               | 6909             | 6804             | 6008               |
| 車両番号         | 6009               | 6901             | 6805             | 6010               |
| 車両番号         | 6011               | 6902             | 6806             | 6012               |
| 車両番号         | 6013               | 6903             | 6807             | 6014               |
| 車両番号         | 6015               | 6904             | 6808             | 6016               |
| 車両番号         | 6017               | 6905             | 6809             | 6018               |
| 車両番号         | 6019               | 6910             | 6810             | 6020               |
| 車両番号         | 6021               | 6911             | 6811             | 6022               |
| 車両番号         | 6023               | 6906             | 6812             | 6024               |
| 車両番号         | 6025               | 6907             | 6813             | 6026               |
| 車両番号         | 6027               | 6908             | 6814             | 6028               |
| 車両番号         | 6029               | 6912             | 6815             | 6030               |
| 車両番号         | 6031               | 6913             | 6816             | 6032               |
| 車両番号         | 6033               | 6914             | 6817             | 6034               |
| 車両番号         | 6035               | 6915             | 6818             | 6036               |

### 複線化対策工事・長編成化対策工事
三日市町駅 - 橋本駅間の複線化工事を実施し、完成した際に橋本駅まで20 m車を入線させることが決定したが、紀見峠を越える急勾配区間で抑速制動を使用するため、電動車に設置していた電動発電機 (MG) を隣の制御車・付随車に移し、その空いたスペースに電動車の抵抗器を増設する工事が1976年（昭和51年）から1981年（昭和56年）にかけて実施された。
長編成化により増解結の頻度が高くなったことから増解結作業の効率化を図るため、1980年（昭和55年）から1982年（昭和57年）にかけて、非冷房のままそれまでのNCB-II型密着自動連結器に代えて、CSD-90型回り子式密着連結器と電気連結器とを一体化した全自動密着連結器に取り替えられた。
一部の車両では複線化対策工事と長編成化対策工事が同時に施工されている。
なお、6013F・6029F・6035Fの3編成12両には、方向幕の設置工事が複線化対策工事と同時に行われたが、電気連結器設置と同時に方向幕はあまり使用されなくなった。以後更新までは方向幕を余白状態として、他の編成と同様に方向板を掲げて運用されていた。

### 更新工事
1985年（昭和60年）より車体更新と、冷房改造を実施することになった。本系列のパイオニアIII台車では冷房を搭載した分の車重増加に対応できないため、住友金属工業製S型ミンデン台車への更新も同時に行うこととした。
施工は、初期に東急車輛で更新された一部を除き南海車両が担当している。
台車更新では、60両分の台車を新製のS型ミンデン台車（住友金属工業製FS-392C、付随台車は092A）とし、一部の付随車12両分の台車は更新後経年が浅かった10000系によって置き換えられた旧1000系の廃車発生品であるM車（電動車）用だったミンデンドイツ式台車（形式：FS-355）を装着した。
この改造により、パイオニアIII台車を履く6000系車両とそれ以外の台車を履く車両とが連結されないよう、6000系車両の運用管理は厳密に区分けされ、この措置は6000系の全編成の台車更新が完了するまで続いた。1973年（昭和48年）に小田急電鉄で発生した4000形による2度の脱線事故を受け、南海電気鉄道はパイオニアIII台車を履く6000系および6100系と、S型ミンデン台車・ミンデンドイツ式台車に台車を交換した6000系車両や6200系をはじめとするその他系列の車両との併結を禁止する措置を講じた。この措置により台車を交換した車両はパイオニアIII台車を履く6100系との連結は不可能になったが、S型ミンデン台車装着の6200系・6300系との併結は可能となった。また、パイオニアIII台車の撤去に伴い、バッド社とのライセンス契約を示すプレートが車内から外された（これは6300系についても同様である）。また、T車（付随車）に関しては機器配置が変更されたため更新後はサハ6801形をサハ6601形に改番した（改番内容は#編成表を参照）。同時にラッシュ時の乗客のドアへの挟み込みに備えて、客用扉の再開閉スイッチの追加、および既に設置していた6013F・6029F・6035F以外の編成に前面と側面の方向幕設置も行われた。

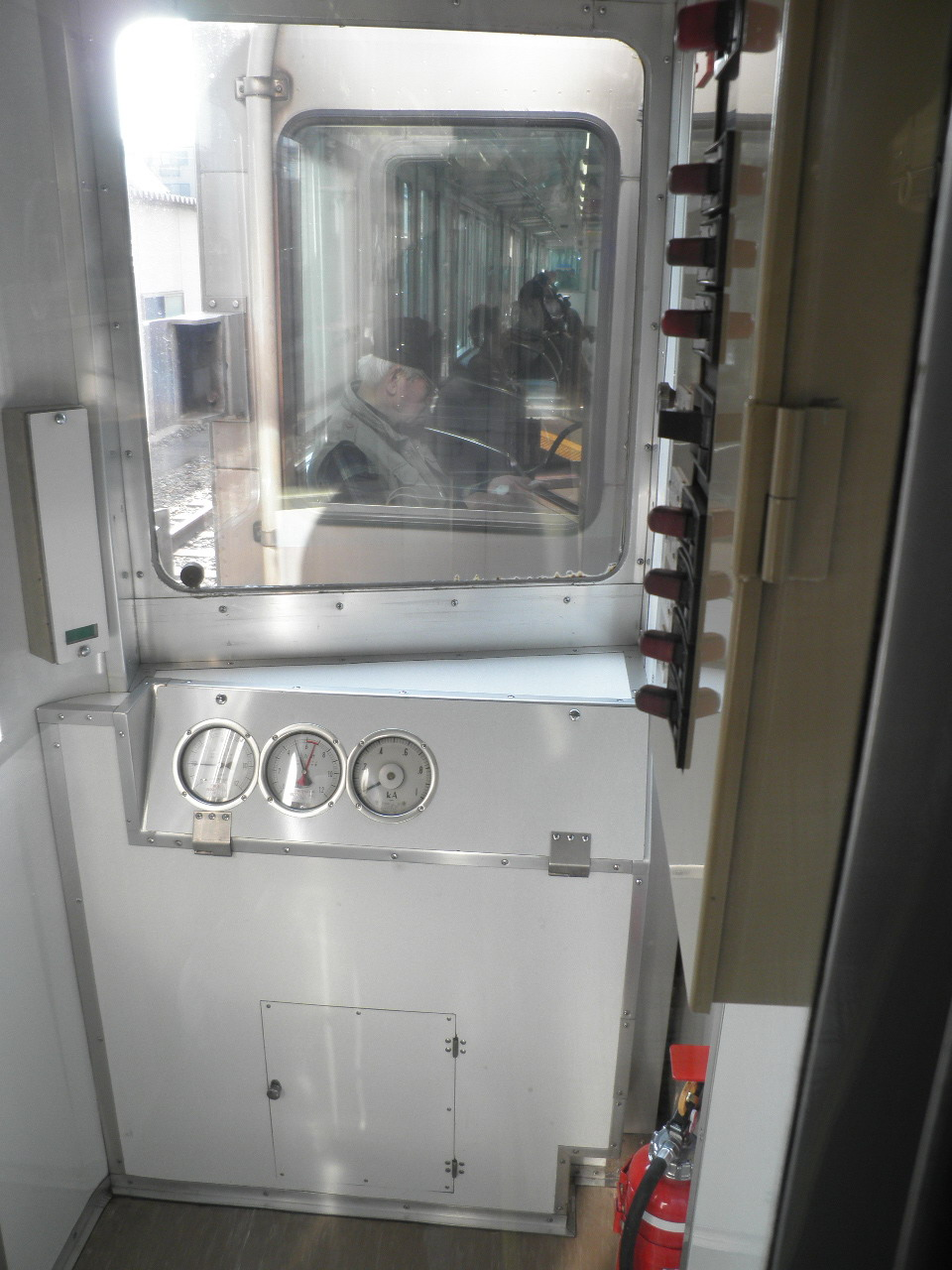
6610号車（旧：6901号車）の運転台撤去後。速度計などが残っている。

前述の方向転換後も唯一固定編成の中間に組成されていたクハ6901形6901号車はこの改造と同時に運転台を撤去し、サハ6601形6610（6009F4両編成の3号車）として組成され、乗務員室の車掌台側は立席スペースになった。これ以外の6000系車両については、更新時の車号改番は行われなかった。
また、更新後に検査を行ったところ、車体の腐食がほとんど見受けられなかったため、その後もVVVFインバータ制御化も検討されたが、全車が更新を終えていたため計画は立ち消えとなった。
2020年（令和2年）春ごろから高野線・泉北線内にて車内自動放送の取扱いが開始された。本形式は同年秋ごろより南海本線の7100系と同等の業務用タブレット設置台を設けることで車内自動放送に対応した。その際、乗務員室助手席側の座席を撤去し、装置を設置する改造を施している。

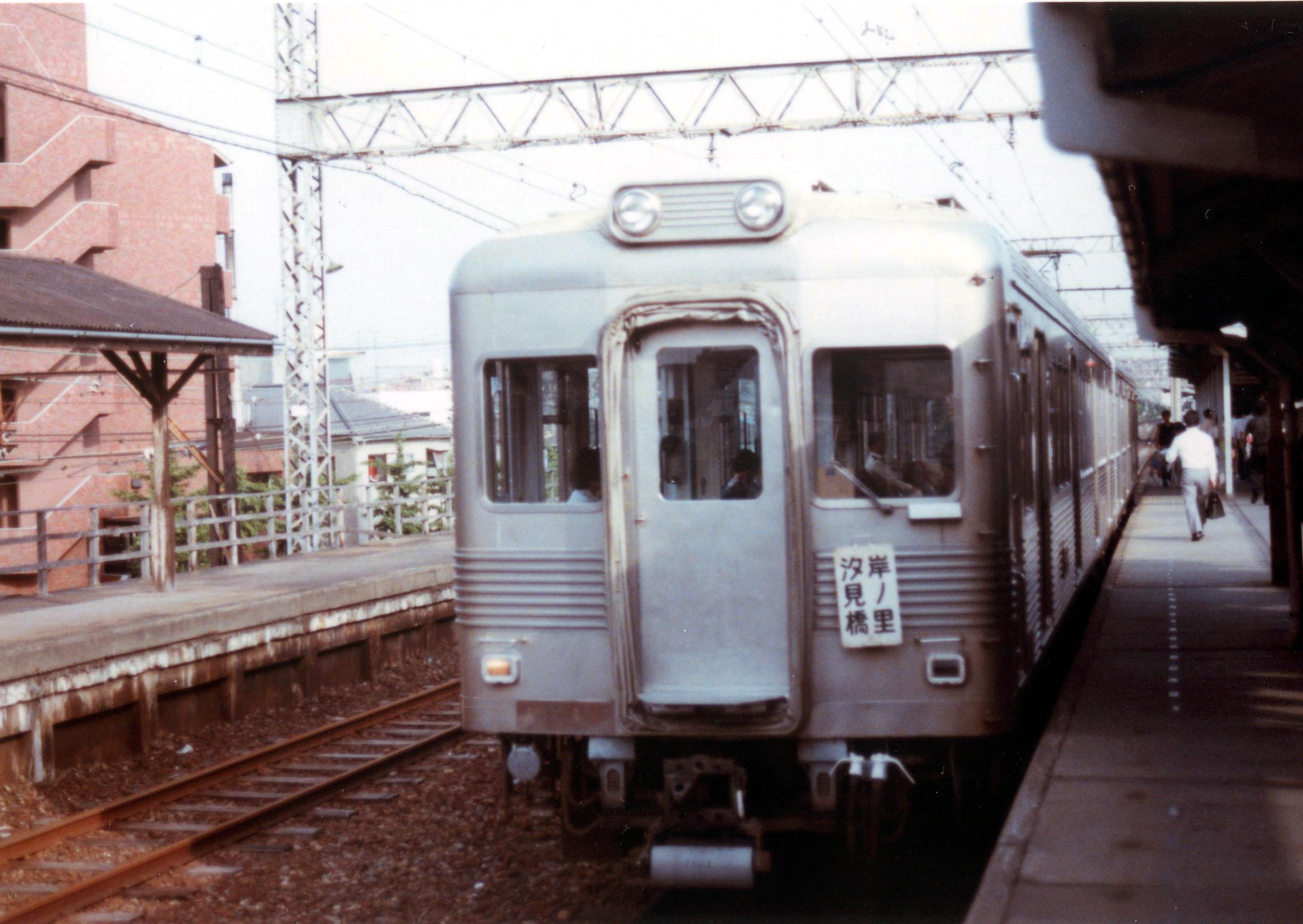
方向幕未設置、非冷房車
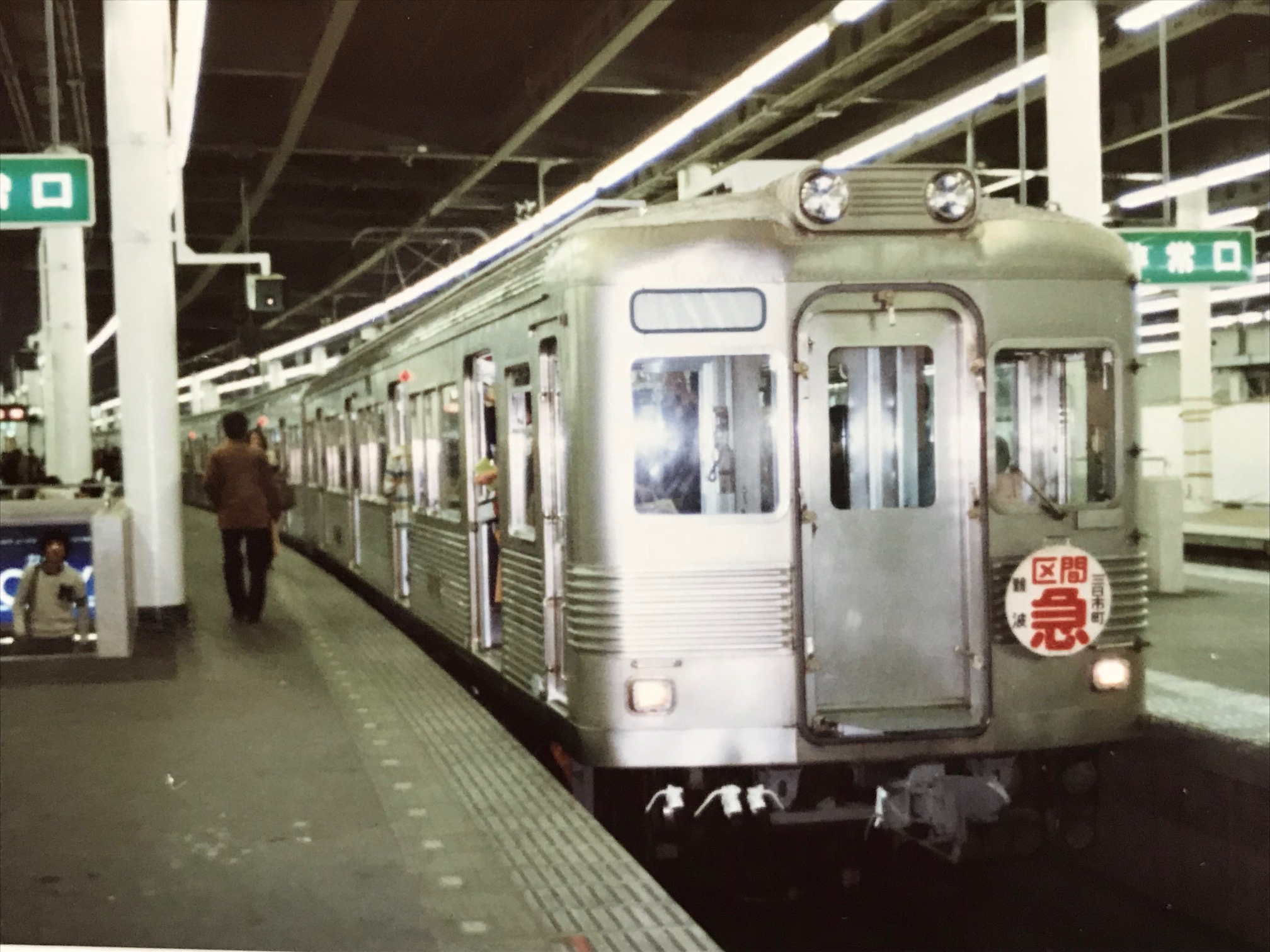
非冷房 方向幕設置車（方向幕非稼働）
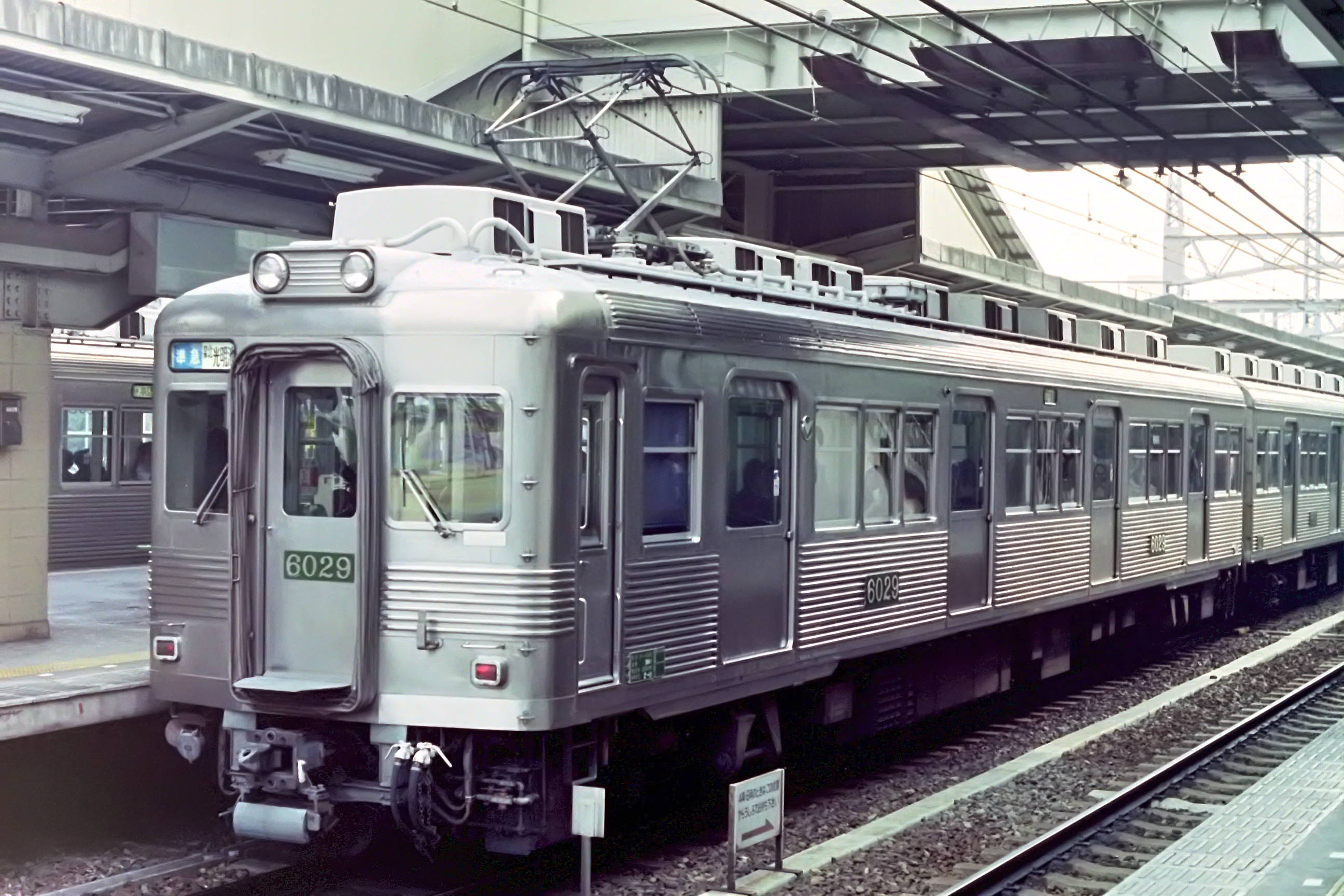
車体更新、冷房改造車
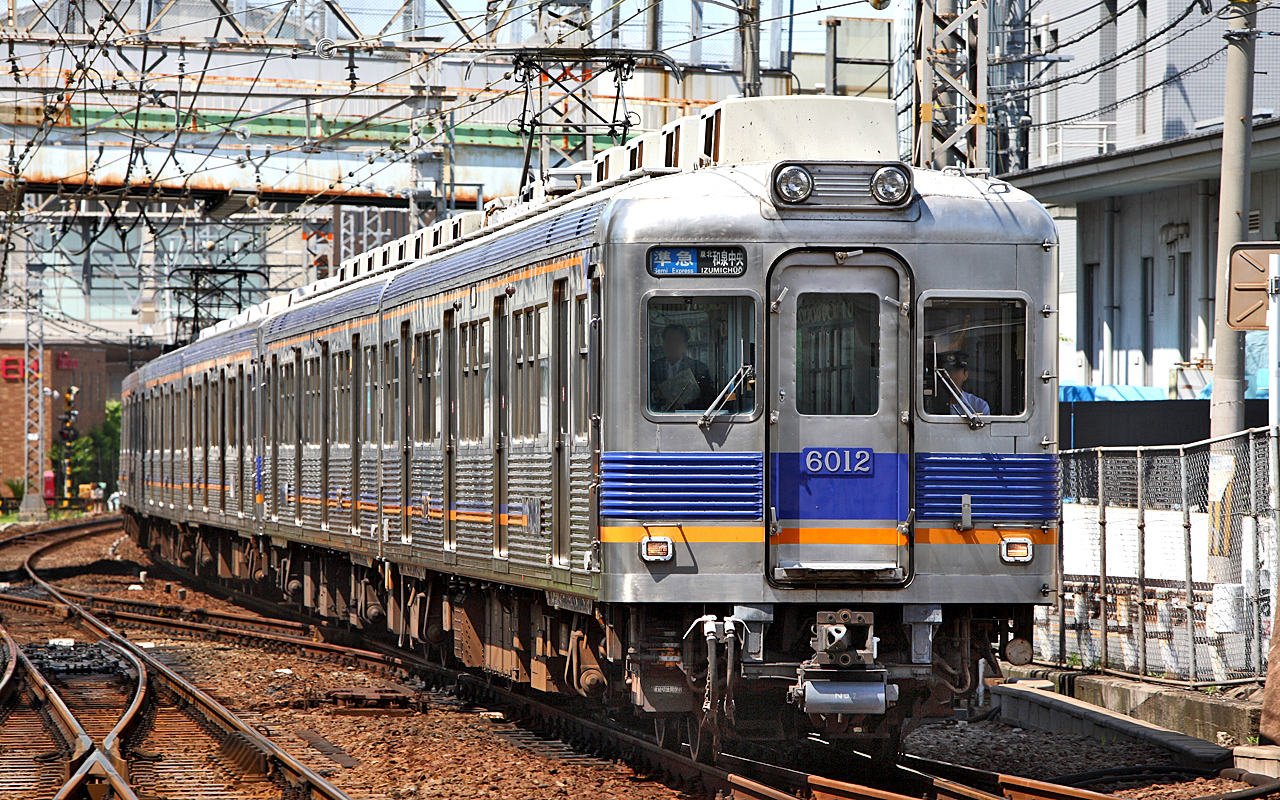
新塗装
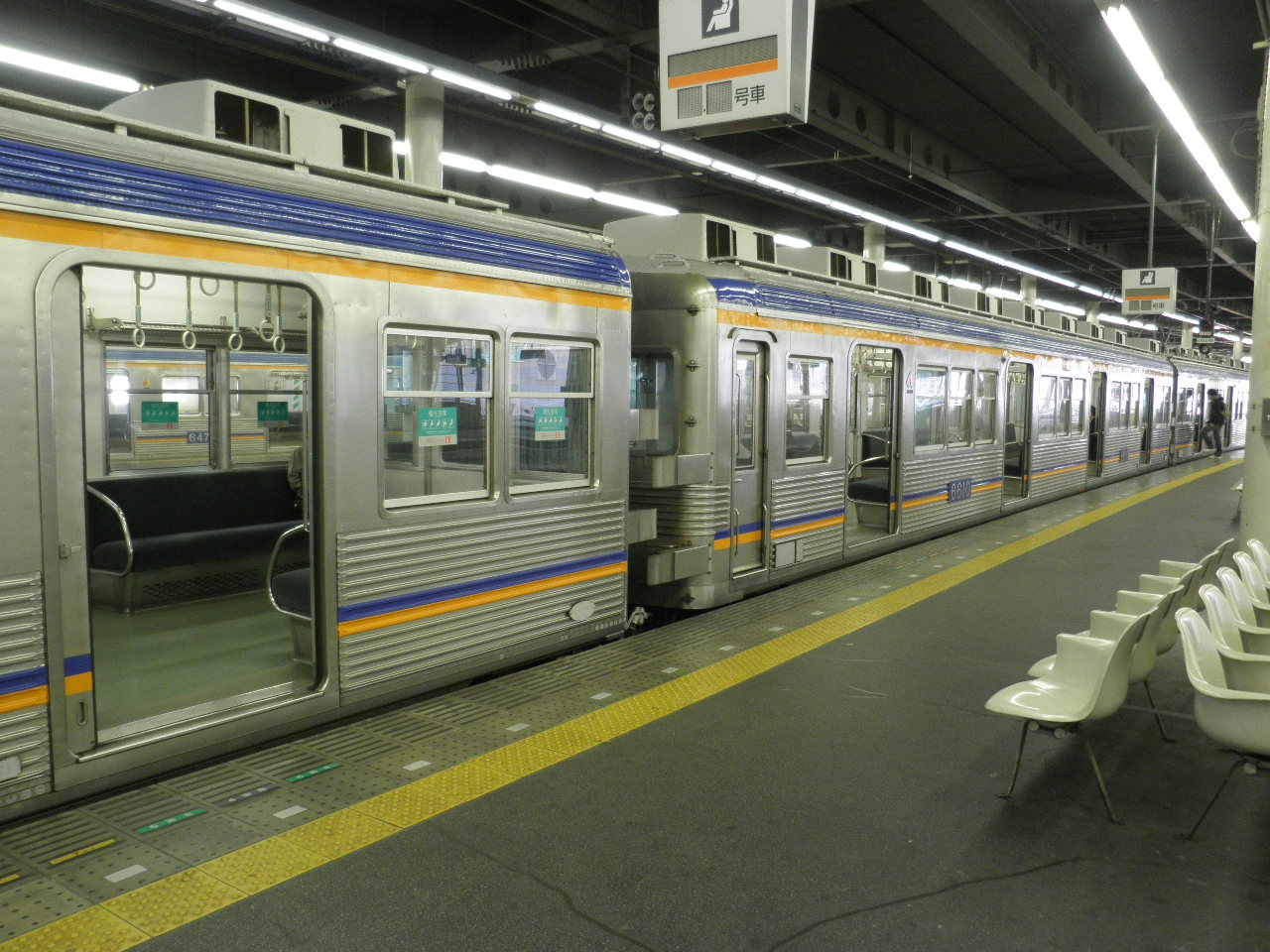
先頭車を中間車化した6610号車

## 置き換え
増加するインバウンド需要に向けた旅客案内設備対応のため、南海は2018年（平成30年）に、新型車両を高野線に導入して本系列を順次代替する計画を公表した。しかし、車齢が50年を超えているにもかかわらず、登場から1両も廃車や転属がなかった事例は、大手私鉄においては非常に珍しい。
廃車となった一部車両は、大井川鐵道に譲渡された（後述）。

## 編成表
括弧内は改番前の車号。
| ← 難波橋本・和泉中央 → | ← 難波橋本・和泉中央 → | ← 難波橋本・和泉中央 → | ← 難波橋本・和泉中央 → | ← 難波橋本・和泉中央 → | ← 難波橋本・和泉中央 → | ← 難波橋本・和泉中央 → | ← 難波橋本・和泉中央 → |
| ---------------------- | ---------------------- | ---------------------- | ---------------------- | ---------------------- | ---------------------- | ---------------------- | ---------------------- |
| 形式                   | ◇ モハ 6001 （Mc1）    | サハ 6601 （T1）       | サハ 6601 （T2）       | ◇ モハ 6001 （Mc2）    | 更新修理 冷房化改造    | 廃車日                 | 備考                   |
| 搭載機器               | CONT                   | CP×2                   | MG                     | CONT                   | 更新修理 冷房化改造    | 廃車日                 | 備考                   |
| 車両番号 （旧車号）    | 6001                   | 6601 （6801）          | 6602 （6819）          | 6002                   | 1986/03/31             |                        | 復活デザイン車両       |
| 車両番号 （旧車号）    | 6003                   | 6603 （6802）          | 6604 （6820）          | 6004                   | 1985/07/23             | 2022/02/23             |                        |
| 車両番号 （旧車号）    | 6005                   | 6605 （6803）          | 6606 （6821）          | 6006                   | 1987/03/05             | 2023/08/26             |                        |
| 車両番号 （旧車号）    | 6007                   | 6607 （6804）          | 6608 （6810）          | 6008                   | 1986/12/19             | 2021/02/13             |                        |
| 車両番号 （旧車号）    | 6009                   | 6609 （6805）          | 6610 （6901）          | 6010                   | 1988/07/29             | 2019/12/06             | 中間改造車組込         |
| 車両番号 （旧車号）    | 6013                   | 6611 （6806）          | 6612 （6807）          | 6014                   | 1986/06/10             | 2021/02/06             |                        |
| 車両番号 （旧車号）    | 6017                   | 6613 （6808）          | 6614 （6809）          | 6018                   | 1988/11/04             | 2019/11/08             |                        |
| 車両番号 （旧車号）    | 6023                   | 6615 （6811）          | 6616 （6812）          | 6024                   | 1987/08/13             |                        |                        |
| 車両番号 （旧車号）    | 6025                   | 6617 （6813）          | 6618 （6814）          | 6026                   | 1989/05/24             | 2020/01/12             |                        |
| 車両番号 （旧車号）    | 6029                   | 6619 （6815）          | 6620 （6816）          | 6030                   | 1987/11/12             | 2022/03/26             |                        |
| 車両番号 （旧車号）    | 6035                   | 6621 （6817）          | 6622 （6818）          | 6036                   | 1988/12/20             | 2019/10/18             |                        |

| ← 難波橋本・和泉中央 → | ← 難波橋本・和泉中央 → | ← 難波橋本・和泉中央 → | ← 難波橋本・和泉中央 → | ← 難波橋本・和泉中央 → | ← 難波橋本・和泉中央 → |
| ---------------------- | ---------------------- | ---------------------- | ---------------------- | ---------------------- | ---------------------- |
| 形式                   | ◇ モハ 6001 （Mc1）    | クハ 6901 （Tc）       | 更新修理 冷房化改造    | 廃車日                 | 備考                   |
| 搭載機器               | CONT                   | MG CP                  | 更新修理 冷房化改造    | 廃車日                 | 備考                   |
| 車両番号               | 6011                   | 6902                   | 1986/11/04             | 2020/12/23             |                        |
| 車両番号               | 6015                   | 6904                   | 1987/03/20             | 2020/12/23             |                        |
| 車両番号               | 6019                   | 6910                   | 1989/02/09             | 2024/03/25             |                        |
| 車両番号               | 6021                   | 6906                   | 1989/08/22             |                        |                        |
| 車両番号               | 6027                   | 6908                   | 1987/09/28             |                        |                        |
| 車両番号               | 6031                   | 6912                   | 1988/03/07             | 2024/03/25             |                        |
| 車両番号               | 6033                   | 6914                   | 1989/06/12             | 2023/08/26             |                        |
| 形式                   | クハ 6901 （Tc）       | ◇ モハ 6001 （Mc2）    | 更新修理 冷房化改造    | 廃車日                 | 備考                   |
| 搭載機器               | MG CP                  | CONT                   | 更新修理 冷房化改造    | 廃車日                 | 備考                   |
| 車両番号               | 6903                   | 6012                   | 1986/08/20             |                        |                        |
| 車両番号               | 6905                   | 6016                   | 1986/02/17             | 2019/12/06             | 大井川鐵道に譲渡       |
| 車両番号               | 6907                   | 6028                   | 1987/12/18             |                        | 復活デザイン車両       |
| 車両番号               | 6909                   | 6020                   | 1985/08/13             |                        |                        |
| 車両番号               | 6911                   | 6022                   | 1987/06/26             | 2022/03/19             |                        |
| 車両番号               | 6913                   | 6032                   | 1988/06/15             |                        |                        |
| 車両番号               | 6915                   | 6034                   | 1987/06/05             | 2022/03/19             |                        |

凡例
- CONT：主制御器
- MG：電動発電機
- CP：空気圧縮機
- ◇：集電装置

## 運用
製造当初は高野線難波駅 - 三日市町駅間で使用されていたが、1984年（昭和59年）3月11日のダイヤ改正で林間田園都市駅まで20 m車が入線可能となり、また1992年（平成2年）11月10日のダイヤ改正では橋本駅まで20 m車が入線可能となったため、現在では難波駅 - 橋本駅間と泉北高速鉄道線で使用される。
2005年（平成17年）10月16日のダイヤ改正以後は運用の効率化を図るために、橋本以北では中型車の2000系ズームカー運用を減少させたこともあり、運用数が多くなっている。従来ラッシュ時に2000系で運用されていた列車を6000系列などの大型車に置き換えることで、混雑緩和が図られている。また同ダイヤ改正では乗客減のほか、全体的に20 m車両の運用の増加により車両不足となったため、昼間時の各停の一部に4両編成が十数年ぶりに復活したほか、平日朝の泉北高速鉄道線直通区間急行・準急に見られる10両編成から6000系列が撤退し南海車両による10両編成列車が消滅した。8連の運用もどちらかというと泉北車で運転されることが多い。なお、各駅停車の4連運用は従来6000系・6300系に限定されていたが6200系VVVF更新車も使われるようになった。 一方で急行・区間急行はラッシュ時を中心に8連での運用が多い。各駅停車も泉北高速線内完結や、河内長野駅 - 橋本駅間で運用するものは8連で運転される列車がある。
南海では車両故障時の冗長性の確保を重視しているため、6000系の4両固定組成（編成内にMGが1台しかない）は組成単独では使用されない。また千代田検車区の配線の関係で6両固定編成や4両固定編成と2両固定編成を連結するときは2両固定編成が必ず下り方になる。6000系・6200系・6300系は相互に連結可能なので混結は珍しくないが、組み合わせ方にはかなり制約がある。また、6000各系列（元8200系の、6200系50番台も含む）の4両組成と、6両組成には全編成、難波方から4両目となる4号車には「女性専用車」のステッカーが貼られている。このため、平日朝ラッシュの8両編成の急行と区間急行で運用される場合、4号車が「女性専用車」となる。ただし8両編成でも、準急行・各駅停車では実施していない。
1985年（昭和60年）6月16日のダイヤ改正までは汐見橋線での運用があった。また1995年（平成7年）8月31日まで橋本駅の最長編成が4両編成であったため、三日市町駅での増解結作業を行う運用も存在していた。いずれも6000系・6100系限定での運用だった。
南海本線には1960年代後半に海水浴シーズンの臨時急行で入線したことがある。
2023年（令和5年）8月に、6001F・6907Fをラインカラーのない「復活デザイン車両」として同年9月11日から運行することが発表された。先頭車両の「NANKAI」ロゴプレートを撤去して車両番号の表記を加え、コーポレートシンボルマークを1993年（平成5年）以前に使用していた2代目社章に交換している。

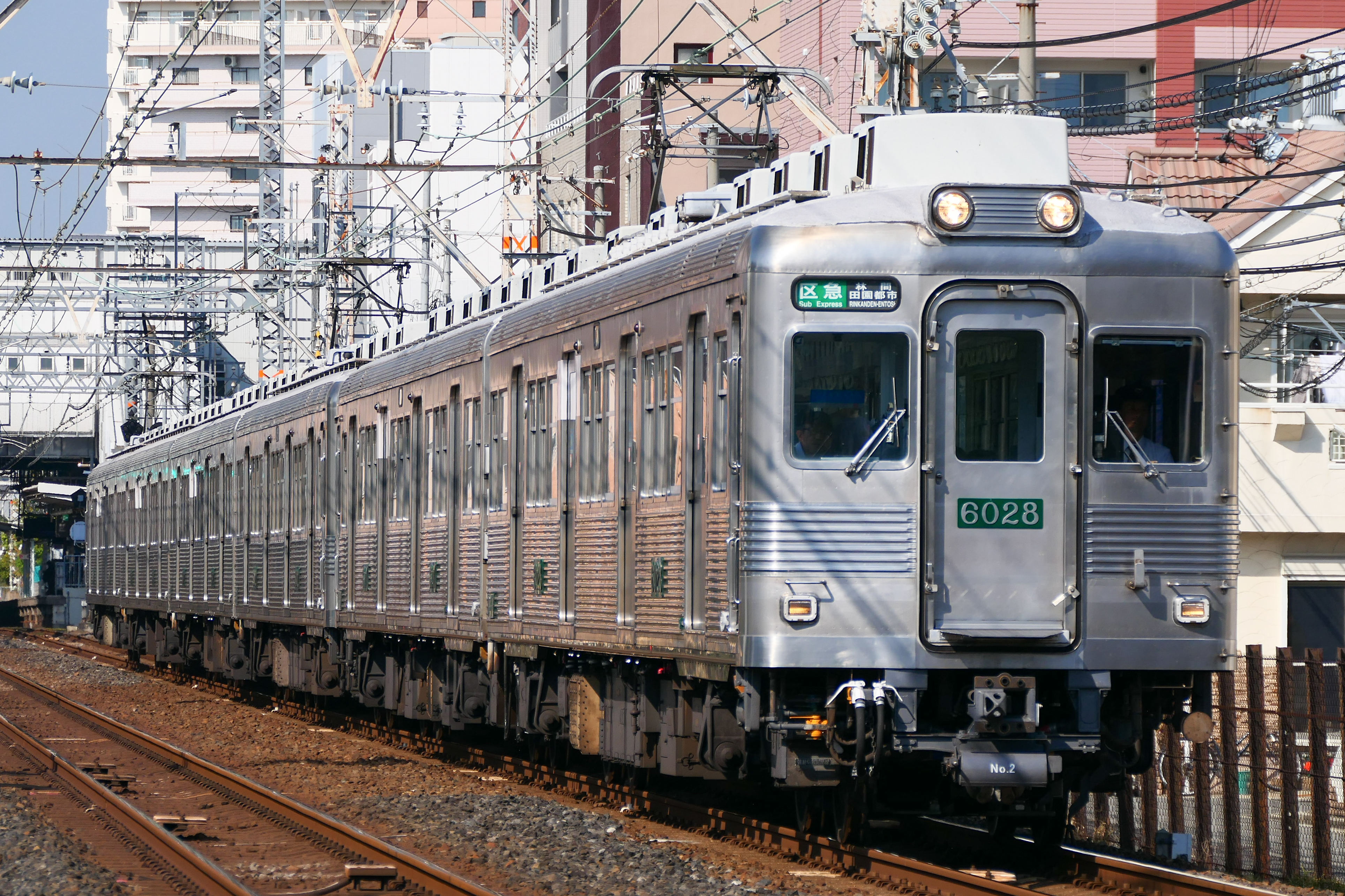
無塗装に復刻された編成
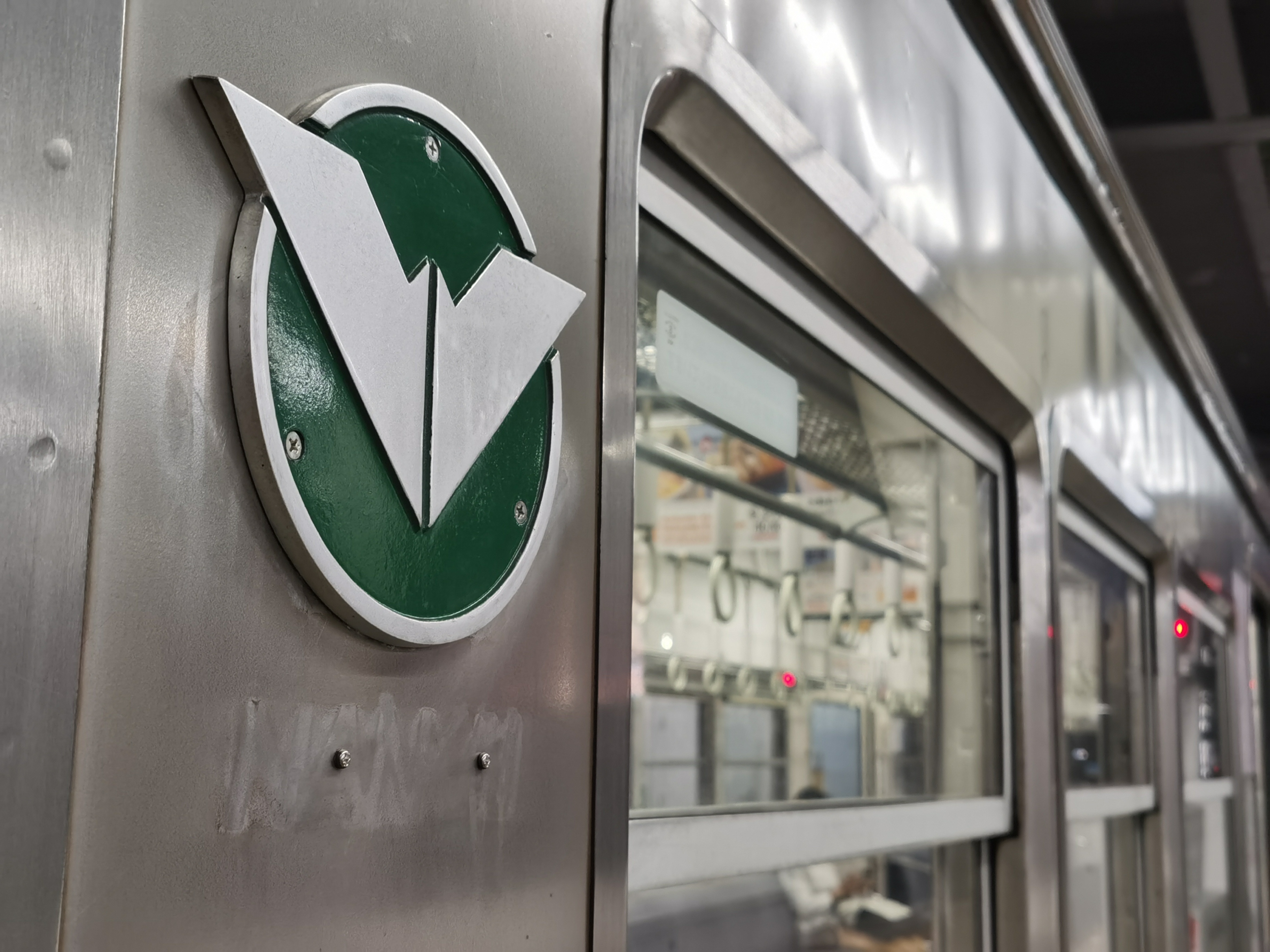
シンボルマークが取り外され、2代目社章が取り付けられた状態

## 大井川鐵道6000系電車

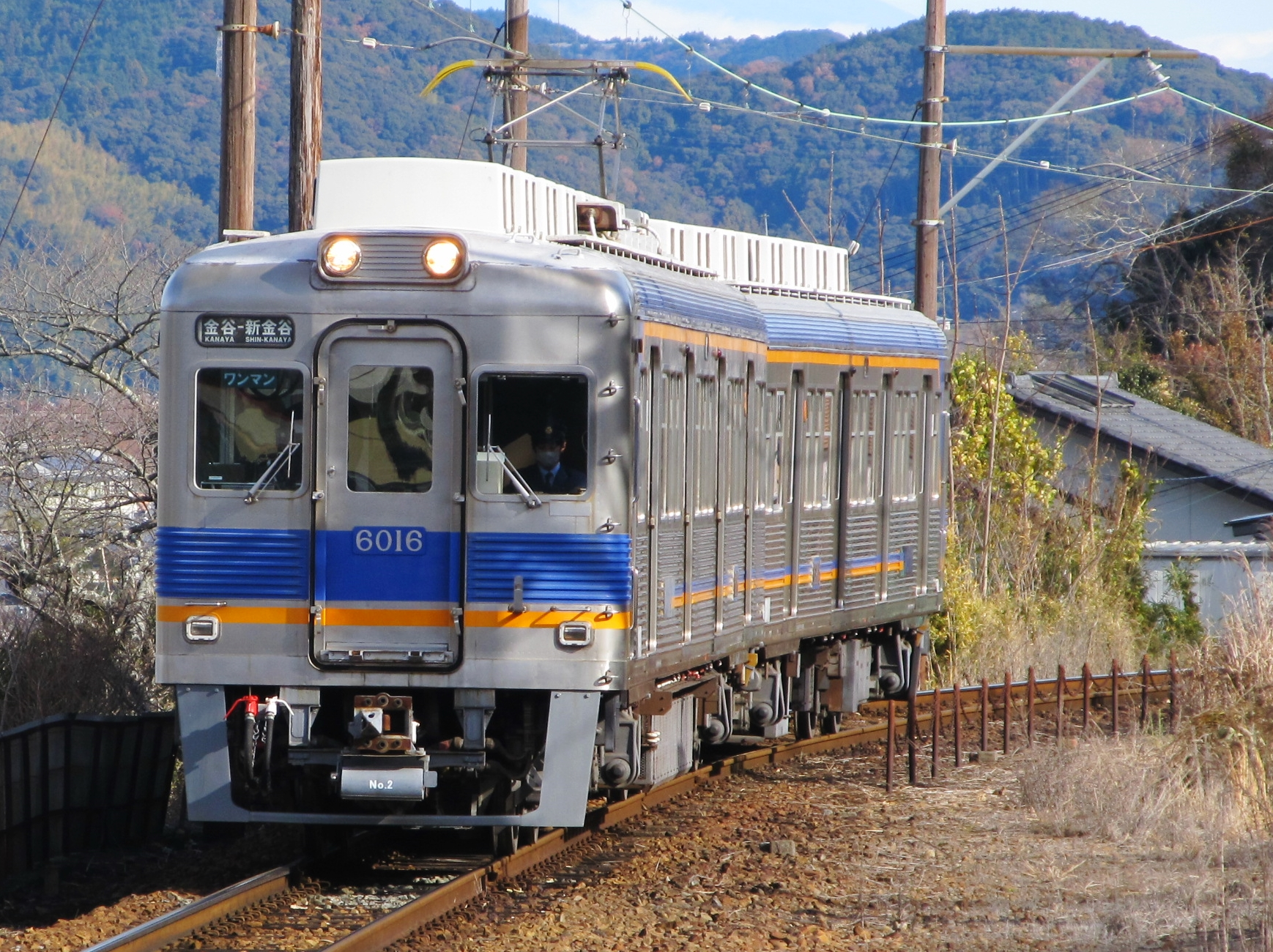
大井川鐵道に譲渡された6905F

2020年（令和2年）7月に、6905F（6905 - 6016、2両編成）が大井川鐵道へ譲渡された。保安装置の取り付け等を行い、2021年3月20日・21日には「SLフェスタ in 新金谷」にて入線後初のお披露目が行われた。
2022年（令和4年）3月15日付で竣工したものの、運用に入らない状態が続いていたが、2024年（令和6年）12月30日に営業運転を開始した。